# Karl-Heinz Bartsch
Karl-Heinz Bartsch (* 25. November 1923 in Löblau, Landkreis Danziger Höhe, Freie Stadt Danzig; † 19. Juli 2003 in Halle) war ein deutscher Agrarwissenschaftler, Hochschullehrer und Politiker der Sozialistischen Einheitspartei Deutschlands (SED) in der Deutschen Demokratischen Republik (DDR). 
Er wurde 1962 stellvertretender Minister für Landwirtschaft und 1963 Minister für Landwirtschaft und war kurzzeitig Mitglied des Zentralkomitees (ZK) der SED und Kandidat des Politbüros. Er wurde 1963 seiner Funktionen enthoben und aus der SED ausgeschlossen, da er seine Mitgliedschaft in der Waffen-SS zur Zeit des Nationalsozialismus verschwiegen und westdeutsche Medien darüber berichtet hatten.

## Leben

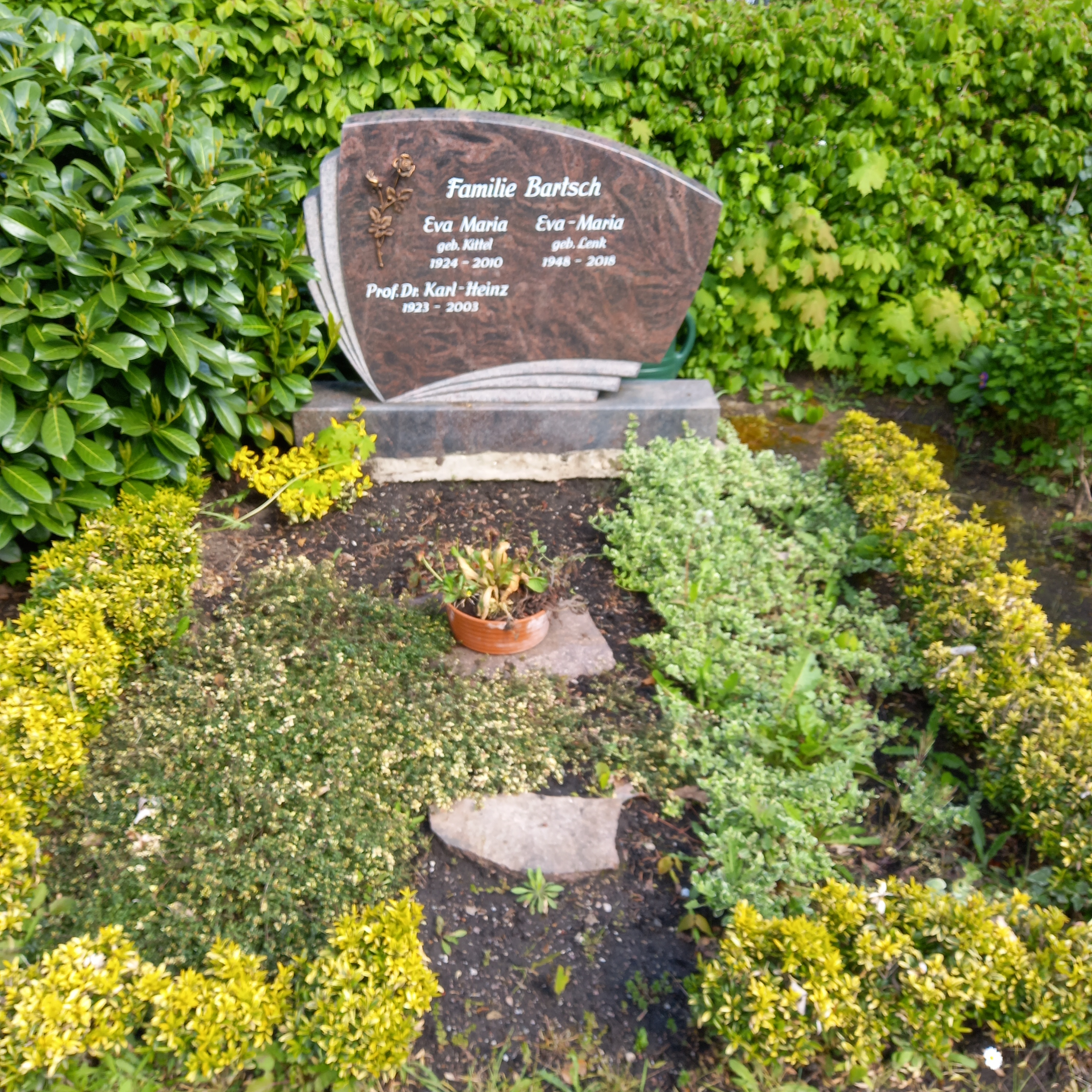
Das Grab von Karl-Heinz Bartsch auf dem Südfriedhof (Halle)

Nach dem Abitur am Horst-Wessel-Gymnasium in Danzig ging Karl-Heinz Bartsch, der Sohn eines Gutsverwalters, 1941 in die Lehre als Landwirtschaftsgehilfe in der Gutsverwaltung Schwichow. Zum 23. Juli 1940 schloss er sich der SS an (SS-Nummer 368.207) und war seit dem 6. April 1941 in der Waffen-SS, er wurde bei der SS-Division Totenkopf ausgebildet. Im Herbst 1942 wurde Bartsch in Frankreich und ab Juni 1943 in der Schlacht im Kursker Bogen in der Sowjetunion eingesetzt. Im August 1943 wurde er verwundet und erhielt das Eiserne Kreuz zweiter Klasse. Bis Januar 1944 lag Bartsch in einem Lazarett in Weiden und wurde dann als SS-Unterscharführer in der 17. SS-Panzergrenadier-Division „Götz von Berlichingen“ erneut in Frankreich eingesetzt. Im Mai 1945 geriet Bartsch in amerikanische Kriegsgefangenschaft und war bis Juni in Saalfelden in Österreich interniert.
Ende 1945 kehrte Bartsch nach Deutschland zurück und arbeitete als Landwirtschaftsgehilfe bei der Gutsverwaltung Lutzfeld in Sachsen-Anhalt. Er nahm ein Studium an der Martin-Luther-Universität in Halle (Saale) auf, welches er 1949 als Diplom-Landwirt abschloss. Im Februar 1949 trat Bartsch in die SED ein, begann eine Aspirantur am Institut für Tierzucht der Universität Rostock und arbeitete als wissenschaftlicher Assistent am Institut für Tierzuchtforschung in Dummerstorf bei Rostock. 1951 wurde Bartsch mit einer Vergleichsuntersuchung zu nordwesteuropäischen Milchviehrassen promoviert.
1952 wurde Bartsch Betriebsleiter des VEG Clausberg und war von 1954 bis 1960 Mitglied der Bezirksleitung der SED im Bezirk Erfurt. Von 1958 bis 1960 war er Abteilungsleiter und Vorsitzender des Fakultätsrates an der Akademie der Landwirtschaftswissenschaften und forschte und veröffentlichte zum Thema „Umzüchtung und Leistungsprüfung des bodenständigen thüringischen Frankenrinds“.
Von 1960 bis 1962 war Bartsch stellvertretender Leiter der Abteilung Landwirtschaft beim Zentralkomitee (ZK) der SED und wurde 1961 an der Landwirtschaftlichen Fakultät der Universität Rostock habilitiert. Von 1961 bis Anfang 1963 war er Direktor des Institutes für Tierzüchtung und Haustiergenetik der Landwirtschaftlichen Fakultät der Humboldt-Universität Berlin. Von 1962 bis Anfang 1963 war Bartsch außerdem stellvertretender Minister für Landwirtschaft, Erfassung und Forstwirtschaft der DDR und wurde Anfang 1963 Professor.
Auf dem VI. Parteitag der SED wurde Bartsch am 21. Januar 1963 Mitglied des ZK der SED und auf seiner 1. Tagung zum Kandidaten des Politbüros gewählt. Vom 7. bis 9. Februar war er Vorsitzender des neu gebildeten Landwirtschaftsrats beim Ministerrat der DDR und damit Minister für Landwirtschaft. Am 9. Februar 1963 wurde Bartsch nach Berichten in den westdeutschen Medien über seine Vergangenheit im Nationalsozialismus wegen „Verschweigens seiner Zugehörigkeit zur Waffen-SS und falscher Darstellung von Fakten aus seiner Vergangenheit“ aus dem ZK der SED ausgeschlossen und als stellvertretender Minister entlassen. Am 28. März 1963 wurde er auf Antrag der Zentralen Parteikontrollkommission (ZPKK) aus der SED ausgeschlossen.
Von April 1963 bis Februar 1965 arbeitete Bartsch im VEG Groß Vielen im Kreis Waren und war vom 1. März 1965 bis 1981 Direktor des VEG für Tierzucht in Woldegk und Leiter des dortigen Stützpunktes des Forschungszentrums für Tierproduktion. Von 1967 bis 1989 war Bartsch unter dem Decknamen Eckart inoffizieller Mitarbeiter des Ministeriums für Staatssicherheit der DDR und lieferte Material über westeuropäische Wissenschaftler. Am 3. Dezember 1972 stellte Bartsch ein Ersuchen um Wiederaufnahme in die SED, welches am 2. März 1973 von der ZPKK abgelehnt wurde. Von 1981 bis zur Rente 1988 war Bartsch LPG-Vorsitzender eines Färsenaufzuchtbetriebs. Von 1988 bis 1990 arbeitete er als Lehrer an der Agraringenieurschule Neubrandenburg.

## Ehrungen
- 1959 Vaterländischer Verdienstorden in Silber